# 2994 Flynn
2994 Flynn је астероид главног астероидног појаса са средњом удаљеношћу од Сунца која износи 2,417 астрономских јединица (АЈ).
Апсолутна магнитуда астероида је 13,9.